# Ekaterina Romanovna Voroncova
Ekaterina Romanovna Voroncova (in russo Екатерина Романовна Воронцова?; San Pietroburgo, 28 marzo 1743 – Mosca, 16 gennaio 1810) è stata una scrittrice russa.

## Biografia
Ekaterina era una nobildonna, la terza figlia del conte Roman Illarionovič Voroncov, membro del Senato e generale in capo, e di sua moglie, Marfa Ivanovna Surmina. Suo zio paterno Michail Illarionovič Voroncov e suo fratello, Aleksandr, servirono come consiglieri di Stato e sua sorella Elizaveta era un'amante di Pietro III.
Cresciuta nella casa di suo zio, ricevette una educazione basata sullo studio delle lingue, ballo e disegno. Solo attraverso la lettura, Ekaterina divenne una delle donne più colte del suo tempo. Era un'esperta di matematica. I suoi autori preferiti erano Montesquieu, Voltaire, Boileau e Helvétius.
Nel 1788, il matematico tedesco Joachim von Dehn gli dedicò la sua opera Commentatio iuridica de assecuratione maritima.

## Matrimonio
Nel 1759 sposò giovanissima il principe Michail Ivanovič Daškov e acquisì il rango di principessa. Ebbero tre figli:
- Anastasia Mikhajlovna (1760-1831), sposò Andrej Yevdokimovič Shcherbinin;
- Michail Mikhajlovič (1761-1762);
- Pavel Mikhajlovič (1763-1807), sposò Anna Semënovna Alferova. La sua fortuna venne ereditata da Ivan Illarionovič Voroncov-Daškov.

## Partecipazione alla vita politica
Fin dalla tenera età, Ekaterina si occupò costantemente di questioni politiche. Fu una pedina tra le carte diplomatiche di suo zio. Epoca di intrighi e colpi di stato, hanno contribuito al rapido sviluppo nella sua ambizione e il desiderio di svolgere un ruolo importante nella storia.
Fin da ragazzina, è stata associata alla corte ed è diventata una delle personalità di spicco del movimento che ha sostenuto Caterina II nella sua ascesa al trono. Prese parte al colpo di stato contro Pietro III, nonostante il fatto che l'Imperatore era il suo padrino e sua sorella era la sua preferita. Esordì come scrittrice satirica sulle pagine del giornale da lei fondato nel 1763, l'Esercizio innocente.

## Viaggi all'estero
Qualche tempo dopo la morte del marito, Ekaterina trascorso del tempo in un villaggio vicino a Mosca e nel 1768 visitò la Russia.
Inizialmente molto legata all'imperatrice Caterina II, dopo gli avvenimenti del 1763 non ebbero più un rapporto cordiale in quanto il suo disprezzo palese per i favoriti del palazzo e un senso di sottovalutare i suoi sforzi hanno creato una spaccatura tra lei e Caterina II.
Nel dicembre 1769 le fu permesso di viaggiare all'estero. Per tre anni visitò l'Inghilterra, la Francia, la Svizzera e la Prussia. La sua reputazione letteraria e scientifica le ha fornito l'accesso alla comunità di scienziati e filosofi nelle capitali d'Europa. A Parigi fece amicizia con Diderot e Voltaire.
Quando era a Edimburgo, affidò l'educazione di suo figlio, allo storico William Robertson.

## Direttrice dell'Accademia delle scienze e attività letterarie
Nel 1782 Ekaterina tornò nella capitale russa e il suo rapporto con Caterina II migliorò. Caterina II conosceva l'interesse letterario di Ekaterina, ma soprattutto sapeva del suo desiderio di rendere la lingua russa a livello delle grandi lingue letterarie d'Europa.
Il 4 febbraio 1783 venne nominata direttrice dell'Accademia delle scienze, sotto la presidenza del conte Kirill Grigor'evič Razumovskij, che ricoprì la carica fino al 23 agosto 1794. Ekaterina divenne la prima donna al mondo, che gestiva l'Accademia delle Scienze. Su sua proposta è stato anche istituito l'11 ottobre 1783 l'Accademia Imperiale Russa, che aveva uno dei principali obiettivi quello dello studio della lingua russa, e Ekaterina fu il suo primo presidente.
Fondò due case editrici dove pubblicarono le opere dei maggiori letterati del tempo (Gavriil Deržavin, Denis Fonvizin, Vasily Kapnist).

## Morte
Morì il 16 gennaio 1810 e fu sepolta nella chiesa della Santissima Trinità, nel villaggio di Trinità.
Le sue memorie (La mia vita, 1804-06) sono una ricca testimonianza della vita culturale della seconda metà del Settecento in Russia.